# فری فایه
فری فایه (انگلیسی: Fary Faye؛ زادهٔ ۲۴ دسامبر ۱۹۷۴) بازیکن فوتبال اهل سنگال است.
از باشگاه‌هایی که در آن بازی کرده‌است می‌توان به باشگاه فوتبال دسپورتیوو داس آوس، باشگاه فوتبال بیرامار، و باشگاه فوتبال بوآویستا اشاره کرد.
وی همچنین در تیم ملی فوتبال سنگال بازی کرده‌است.